# Bazylika św. Erazma i św. Pankracego w Jeleniej Górze
Bazylika św. Erazma i św. Pankracego w Jeleniej Górze (niem. Pfarrkirche St. Erasmus und Pankratius) - jest to orientowana, gotycka trójnawowa bazylika czteroprzęsłowa wzmiankowana po raz pierwszy w 1303 roku po jej pożarze, odbudowana jeszcze w XIV wieku, przebudowana w XV i XVI wieku. Najstarsza i najważniejsza świątynia w tym mieście. Typowy przykład kościoła gotyckiego z ostrołukowymi obramieniami drzwiowymi i okiennymi, sklepieniem krzyżowo-żebrowym i przyporami.
Bazylika posiada trzy nawy o długości 56 m, nawa główna ma wysokość 24 metrów. Wieża renesansowa o wysokości 52 m z początku XVI w., odbudowana po pożarze w 1549, w 1736 została nakryta barokowym hełmem.

## Wyposażenie
Wyposażenie:
- gotyckie: m.in. portal z XV w. w prezbiterium,
- renesansowe: portal w zachodniej fasadzie, portale w przyziemiu wieży, wsporniki, nagrobki rycerskie i mieszczańskie, stalle z 1595, ambona z 1591.
- barokowe: ołtarz główny projektu norweskiego rzeźbiarza Thomasa Weißfelda,[2] ołtarze boczne, chrzcielnica, rzeźby drewniane, obrazy olejne na płótnie, stalle z 1688 (częściowo renesansowe), konfesjonały, kaplica Ukrzyżowania z 1721, organy z 1706[3] Osobny artykuł: Organy w bazylice jeleniogórskiej.

Na zewnątrz dobudowana barokowa kaplica grobowa, balkon (dawna ambona miejska) oraz liczne na zewnętrznym murze epitafia i płyty nagrobne z okresu renesansu i baroku, na dziedzińcu barokowe rzeźby, kolumna maryjna z 1712 i św. Jana Nepomucena z 1709. Elementy te w 2016 poddano renowacji.
Obok kościoła plebania przebudowana z dawnej szkoły łacińskiej wybudowanej w 1566. Wpisana do rejestru zabytków pod nr 1082 decyzją z dnia 20 marca 1964 r.
Od 15 maja 2011 bazylika mniejsza.

## Galeria

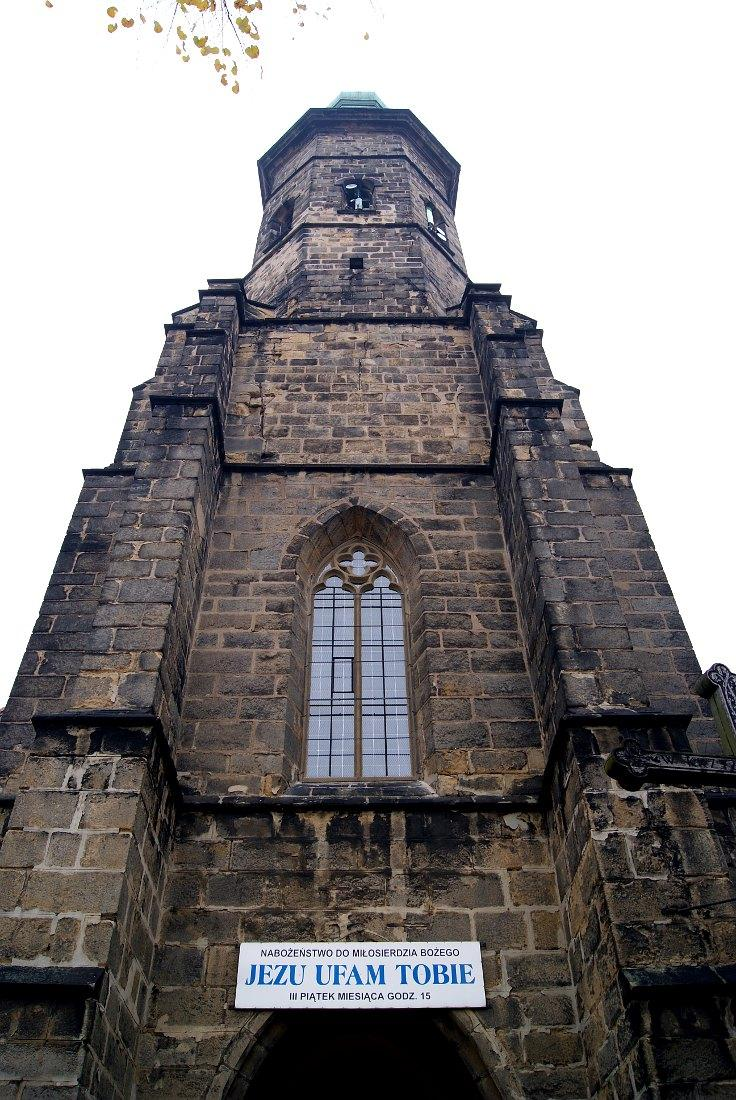
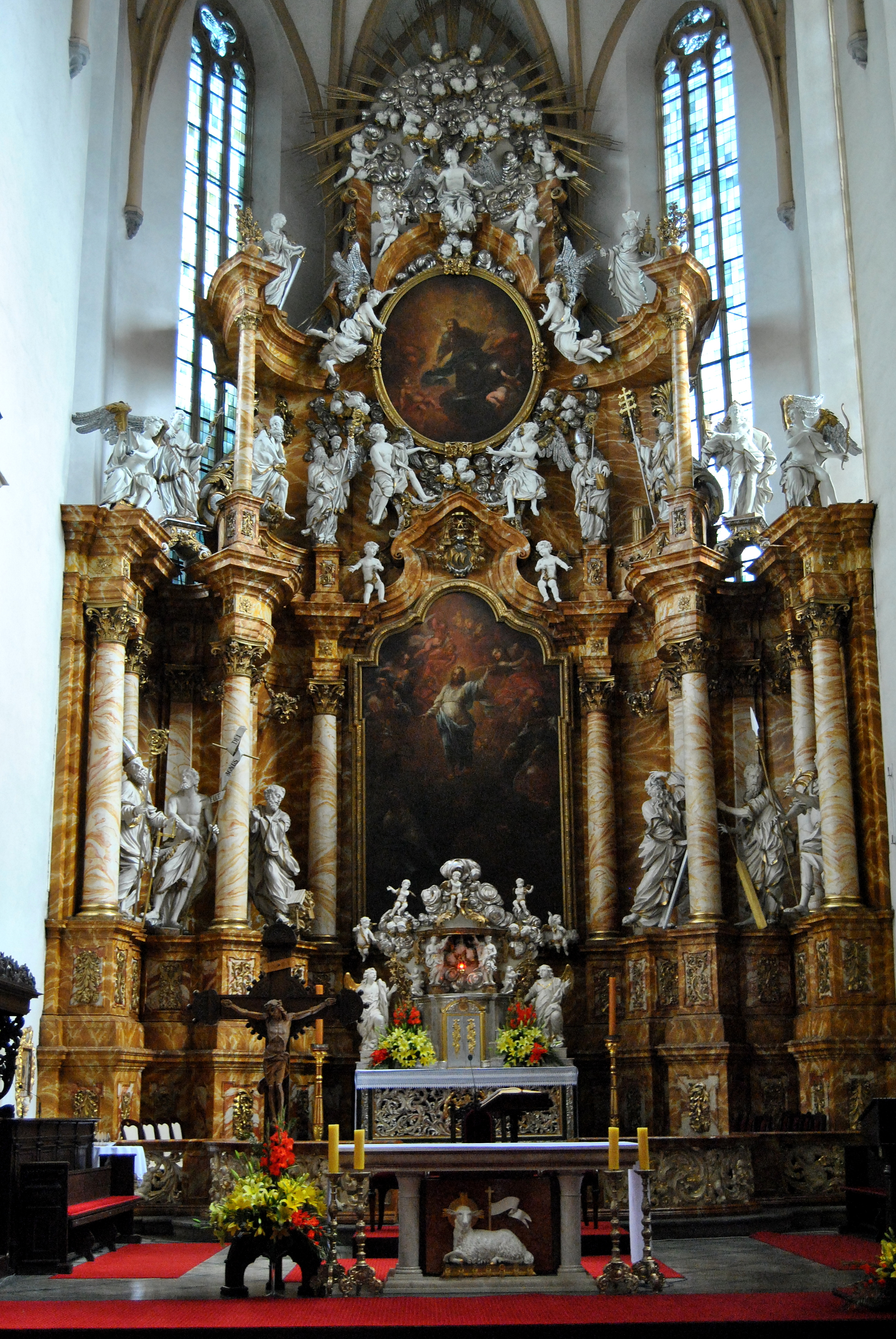
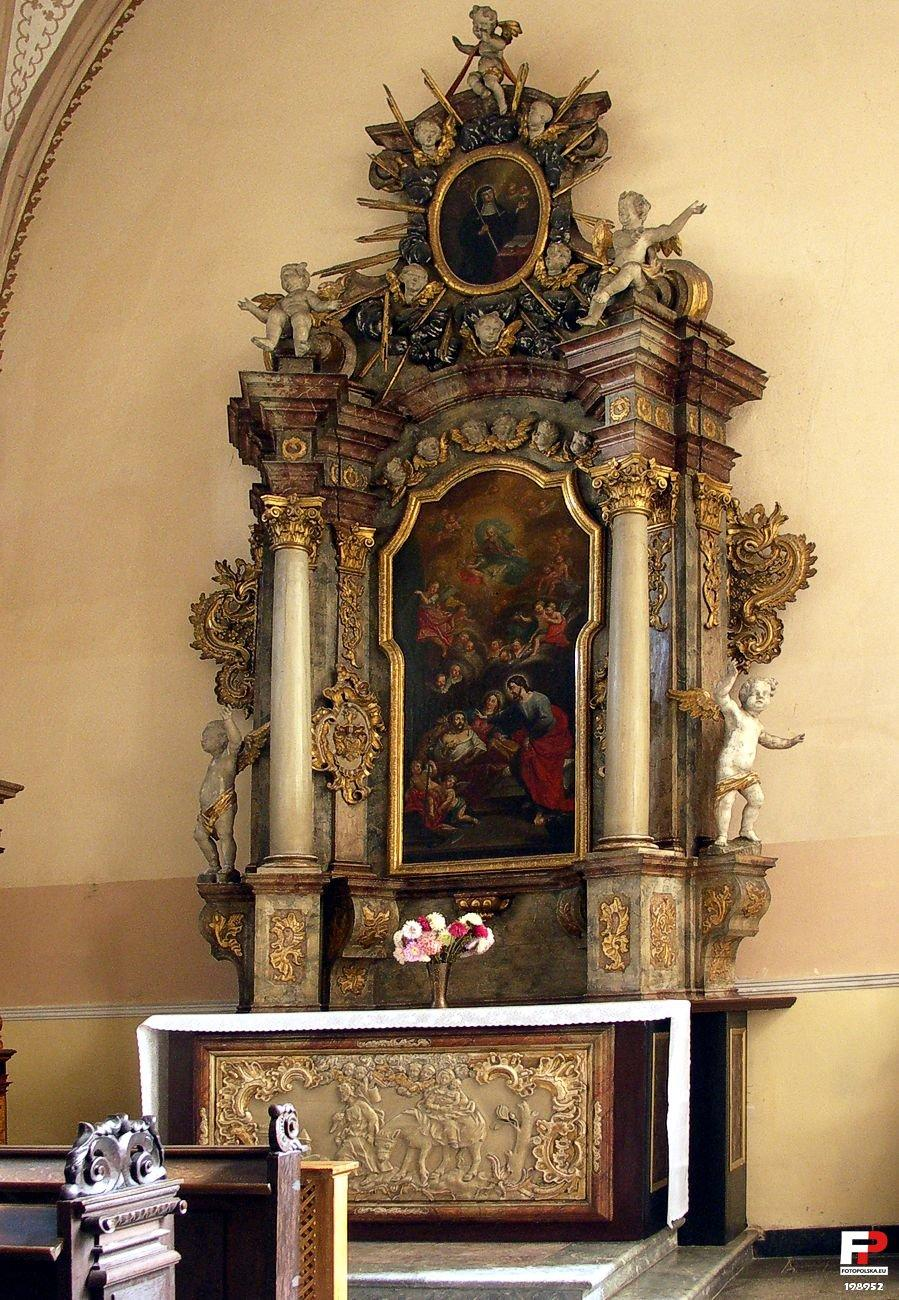
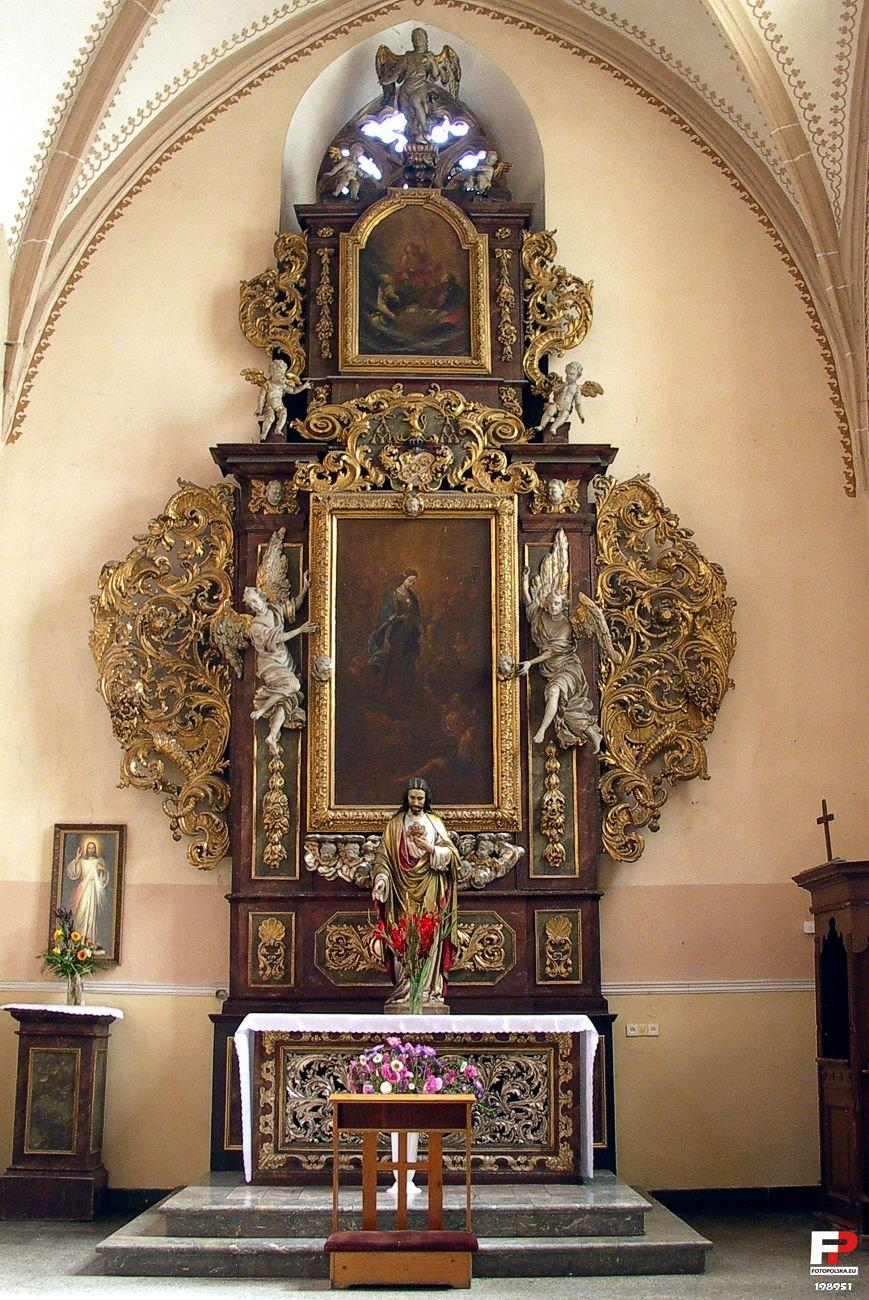
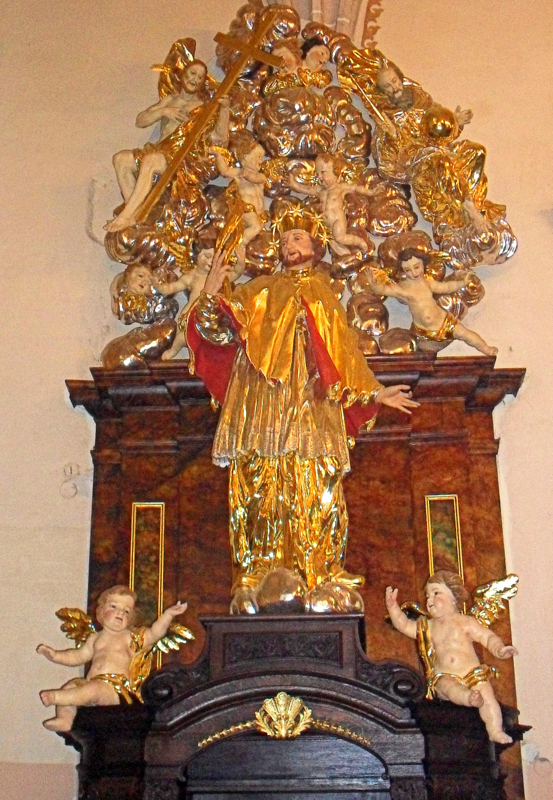
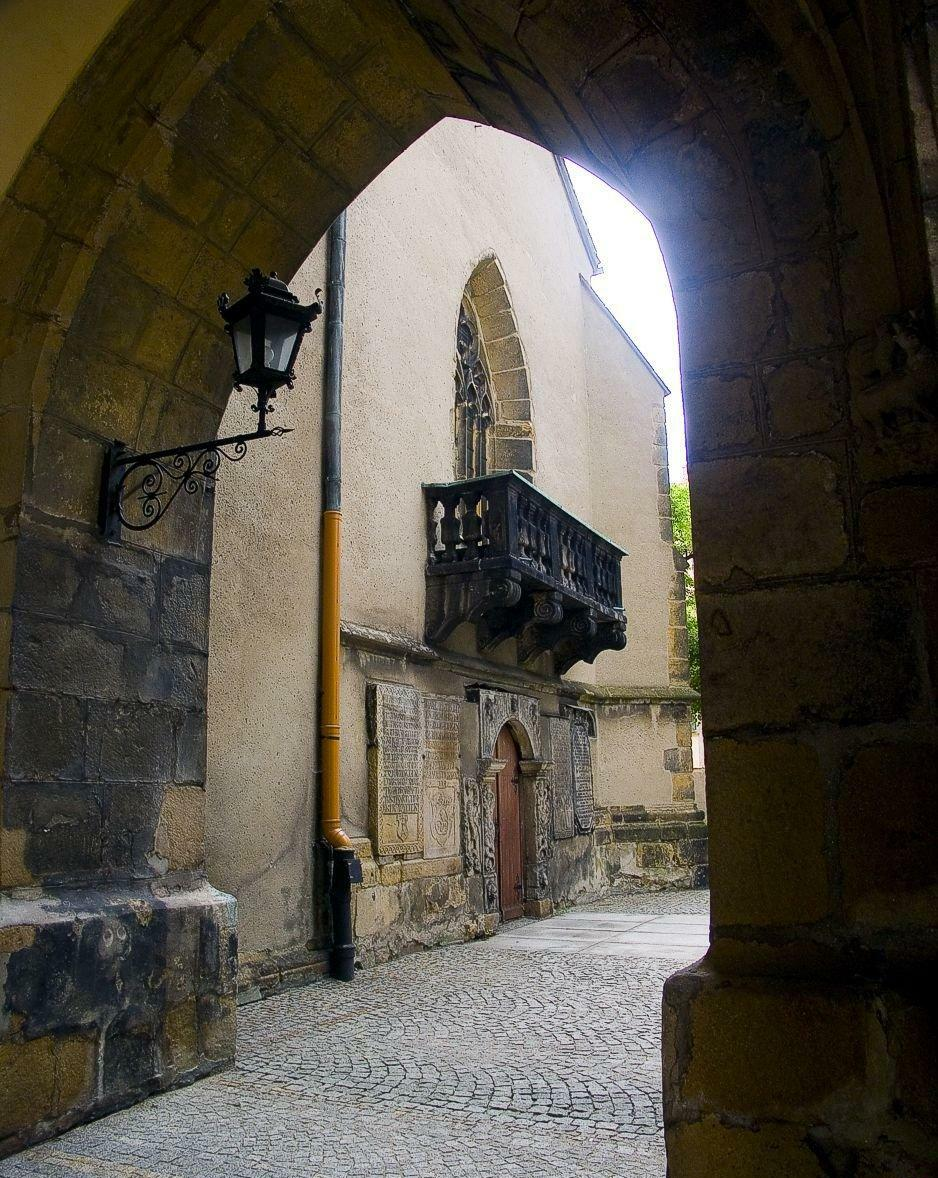
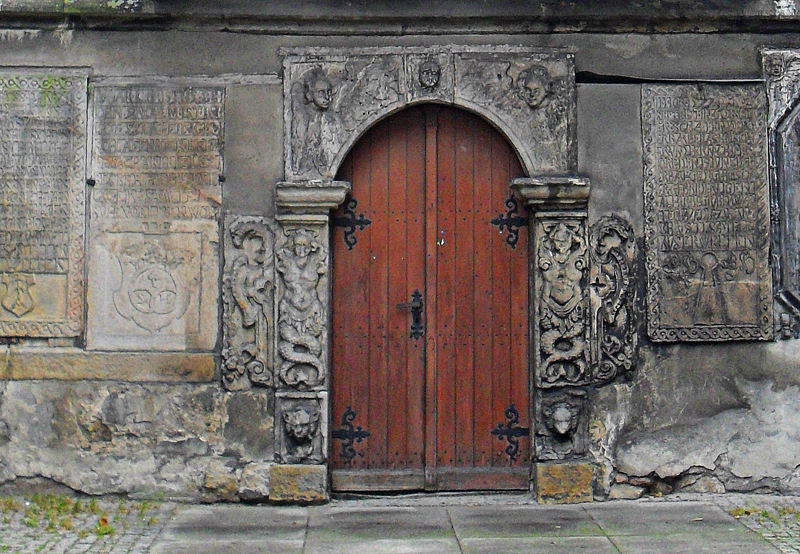
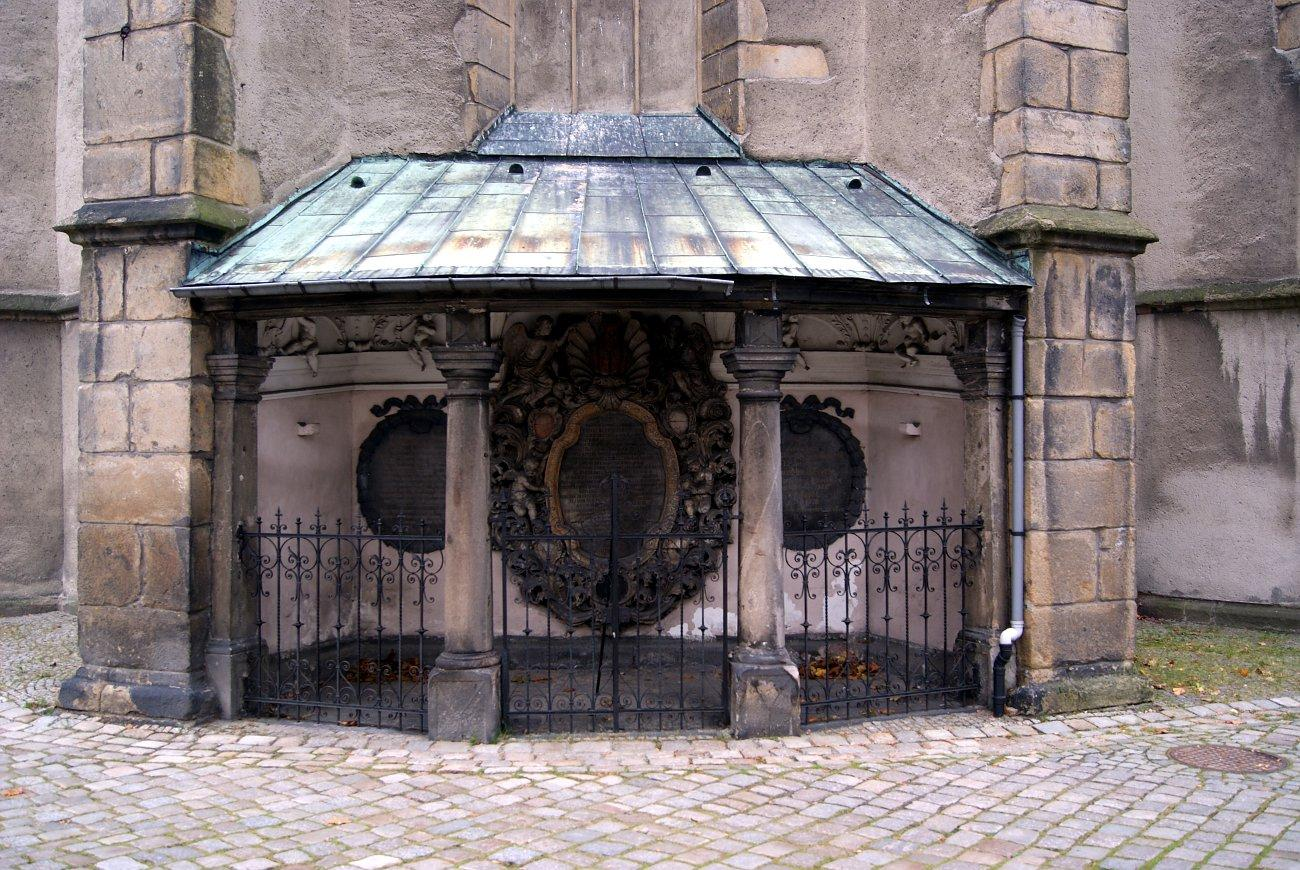
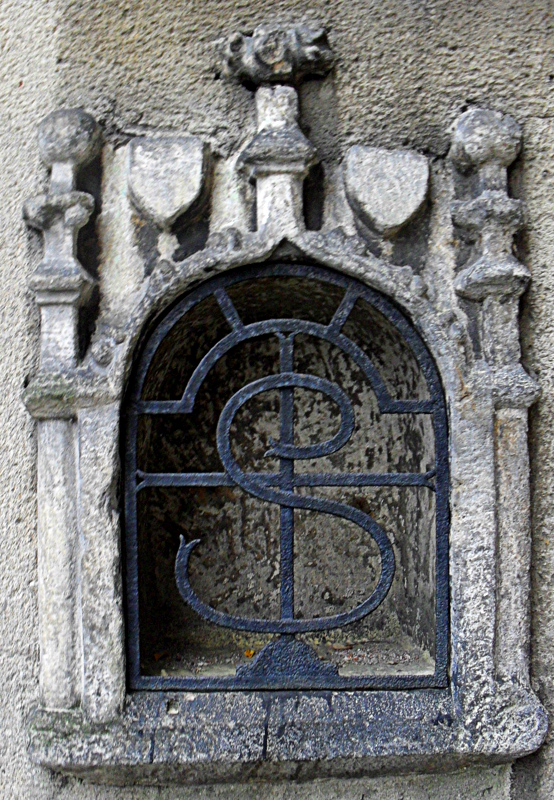
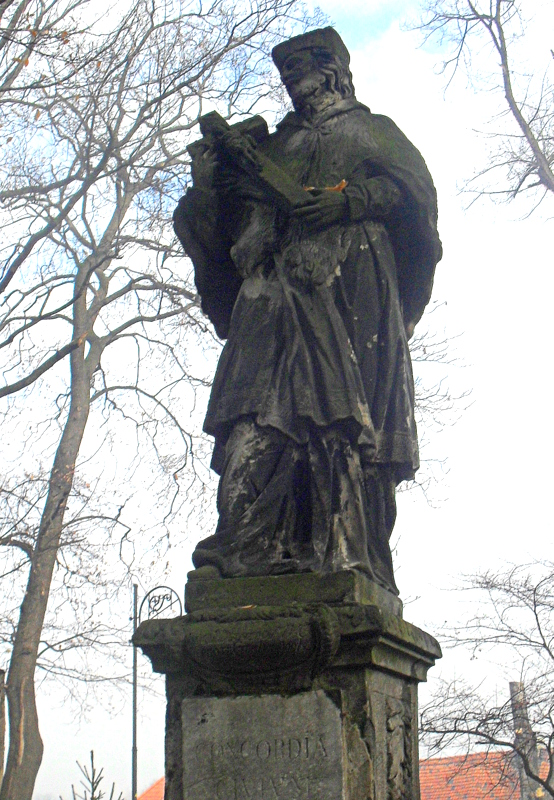
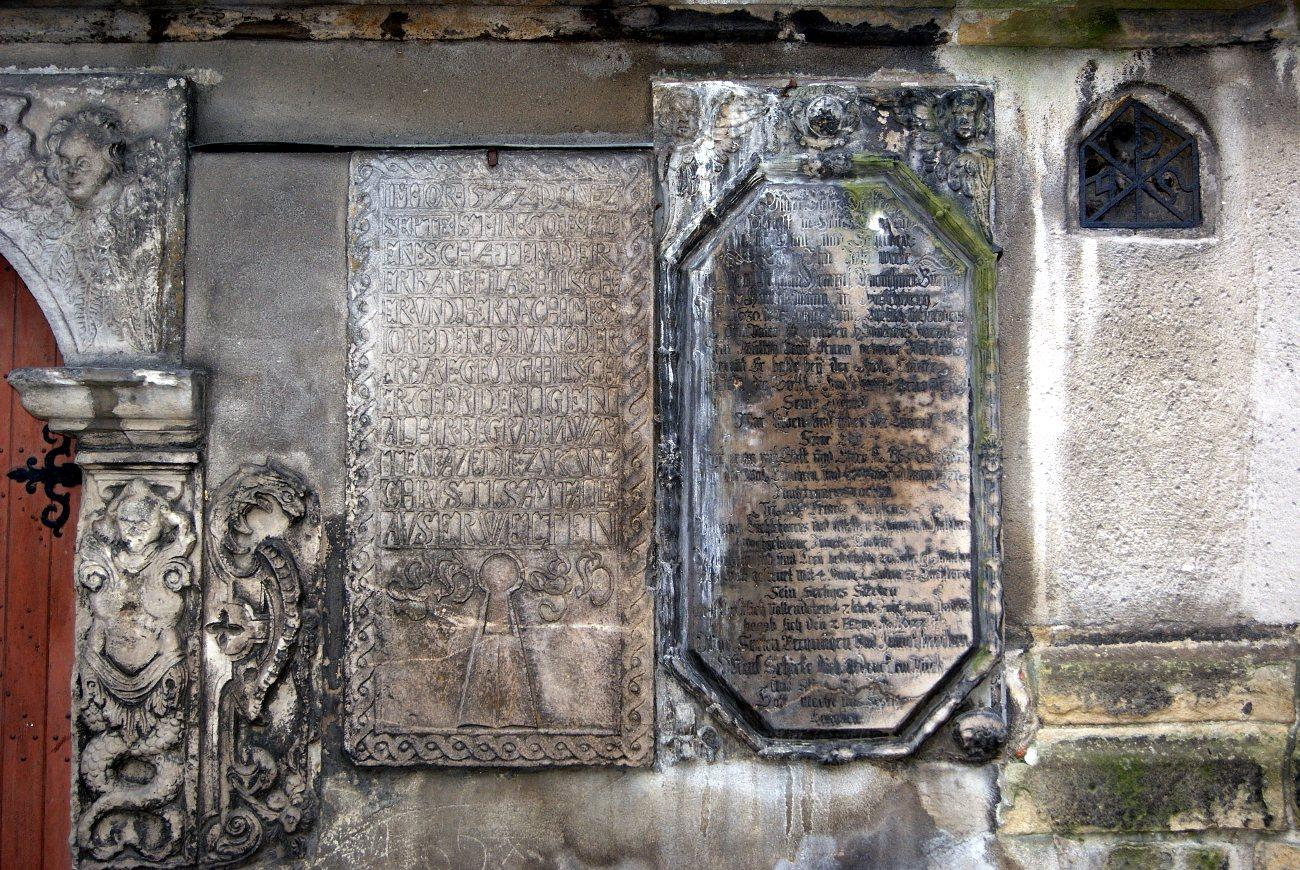
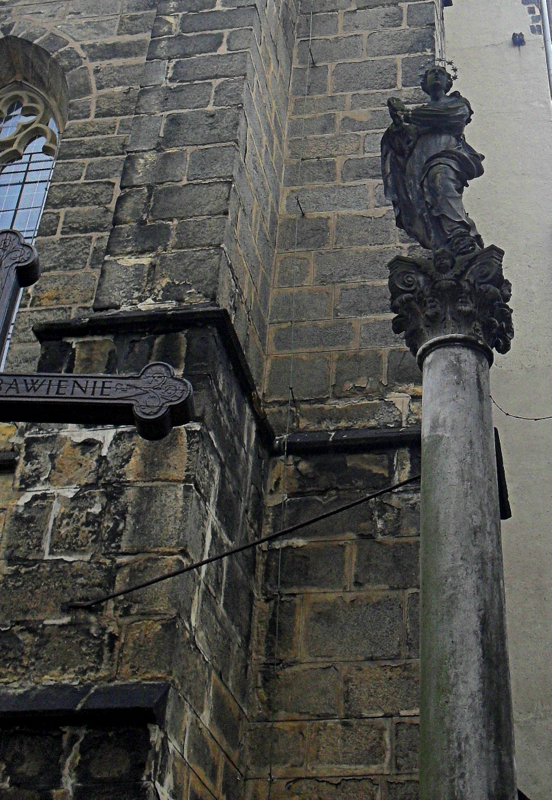